# Alazon

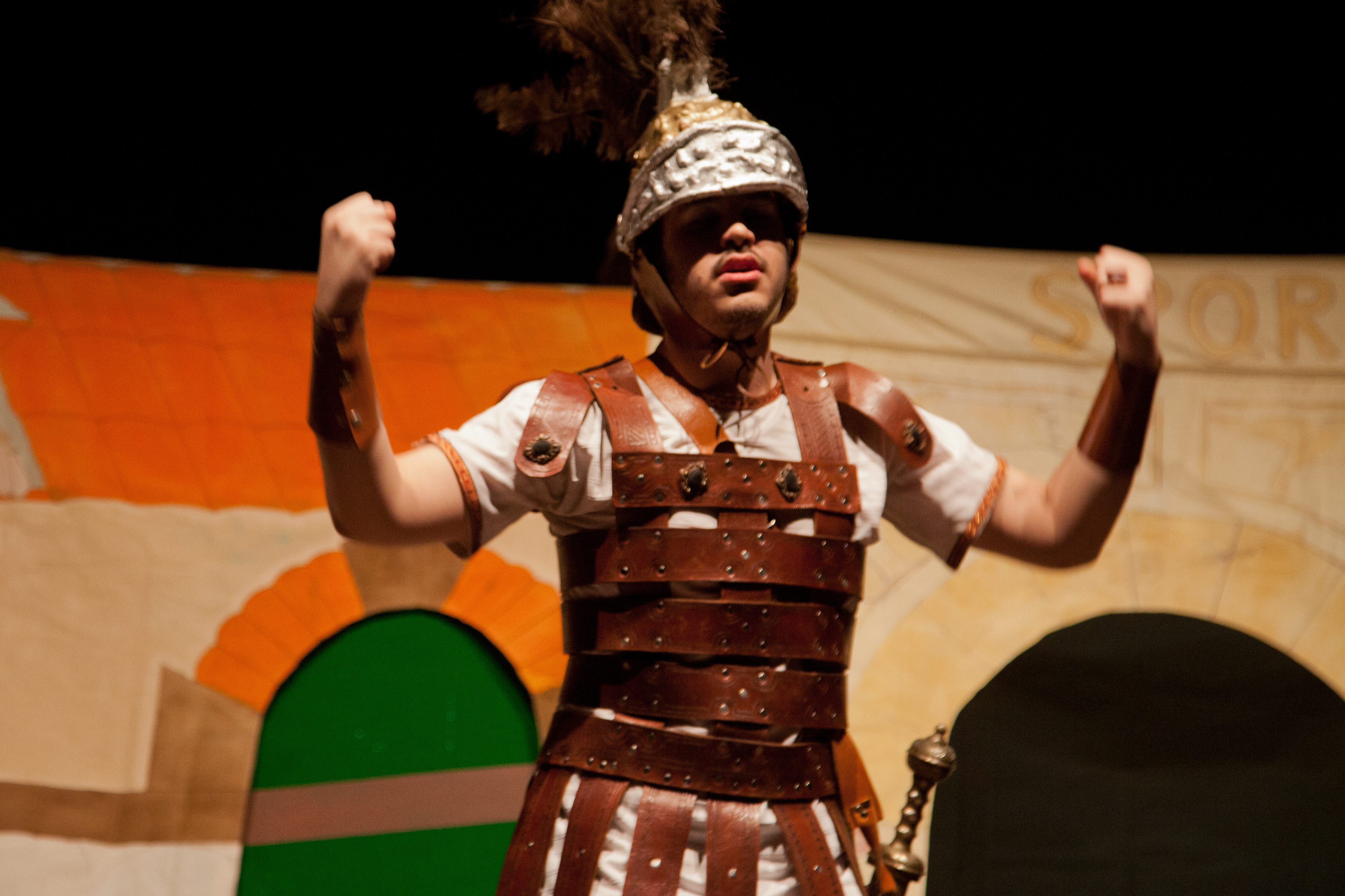
Pyrgopolynices « soldat vantard » dans une production 2012 de la pièce Miles Gloriosus

Alazṓn ( grec ancien : ἀλαζών ) est l'un des trois personnages courants de la comédie du théâtre de la Grèce antique. Il est l'adversaire de l'eirôn. L' alazṓn est un imposteur qui se voit plus grand qu'il ne l'est en réalité. Le senex iratus (le père en colère) et le miles gloriosus (le soldat fanfaron) sont deux types d'alazṓn.

## Miles Gloriosus
Miles Gloriosus (littéralement, « soldat-vantard », en latin) est un personnage de base d'un soldat vantard du théâtre comique de la Rome antique, et des variations sur ce personnage sont apparues dans le drame et la fiction depuis. Le personnage dérive de l'alazṓn ou « fanfaron » de la vieille comédie grecque (par exemple Aristophane). Le terme « Miles Gloriosus » est parfois appliqué dans un contexte contemporain pour désigner un fanfaron ou un intimidateur qui se pose et se trompe.

### Instances littéraires
Dans la pièce Miles Gloriosus de Plautus, le terme s'applique au personnage principal Pyrgopolynices. Ce stupide Miles Gloriosus se vante ouvertement et souvent de sa prétendue grandeur, tandis que le reste des personnages feignent leur admiration et complotent secrètement contre lui. Fortement empruntée à Plaute, la comédie musicale de Stephen Sondheim - Burt Shevelove - Larry Gelbart A Funny Thing Happened on the Way to the Forum met en scène un guerrier nommé Miles Gloriosus.

## Senex iratus
Le senex iratus ou figure paternelle sévère est un personnage archétype de bande dessinée qui appartient au groupe alazon ou imposteur du théâtre, se manifestant à travers ses rages et ses menaces, ses obsessions et sa crédulité.
Sa fonction habituelle est d'empêcher l'amour du héros et de l'héroïne, et son pouvoir de le faire découle de sa plus grande position sociale et de son contrôle accru de l'argent. Dans la Nouvelle Comédie, il était souvent le père du héros et donc son rival. Plus fréquemment depuis, il a été le père de l'héroïne qui insiste sur son union avec le mauvais fiancé; en tant que tel, il apparaît à la fois dans A Midsummer Night's Dream, où il échoue et donc la pièce est une comédie, et Roméo et Juliette, où ses actes réussissent suffisamment pour faire de la pièce une tragédie.